# Семюел Одеіобо
Семюел Одеіобо (англ. Samuel Odeyobo, біл. Самюэль Адэоіба, нар. 28 вересня 1993, Лагос, Нігерія) — нігерійський футболіст, захисник та півзахисник литовського клубу «Хегельманн». Має також білоруське громадянство.

## Життєпис
У 2012 році гравець познайомився з агентом, який пообіцяв влаштувати його в футбольну академію. Однак після переїзду в Білорусь агент обманув футболіста, забравши гроші. Перший час після переїзду Семюел проживав у гуртожитку, працював на автомийці, а згодом на будівництві і паралельно тренувався.
Людиною, яка допомогла йому залишитися у футболі, став Юрій Пунтус, який тренував на той час клуб «Смолевичі-СТІ». Запрошував гравця тренуватися з командою і навіть покликав на командний збір, але за регламентом Семюел не міг бути заявлений на офіційні матчі й пішов грати за аматорські команди. У 2016 році підписав контракт з клубом «Крумкачи», за який виступав в молодіжній першості. Наступного року почав залучатися до тренувань з першою командою, а в лютому продовжив контракт з «Крумкачами» на два роки. 2 квітня 2017 року дебютував за основний склад «ворон», вийшовши на заміну на 75-ій хвилині в матчі Вищої ліги проти «Вітебська». Надалі грав переважно за дублюючий склад.
У липні 2017 року розірвав угоду з «Крумкачами» і підписав контракт з «Нафтаном», за який зіграв 15 матчів. За підсумками сезону «Нафтан» посів останнє місце в Прем'єр-лізі та залишив вищий дивізіон. У січні 2018 року перейшов в клуб Першої ліги «Граніт».
З січня 2019 року перебував на перегляді в бобруйській «Білшині», а в березні став гравцем клубу. Допоміг команді виграти Першу лігу. У сезоні 2020 року залишався захисником бобруйчан у Вищій лізі, але не зміг врятувати «Білшину» від вильоту. У грудні 2020 року залишив бобруйський клуб.
У січні 2021 року почав тренуватися в складі «Торпедо-БелАЗа» і незабаром підписав контракт. Дебютував за нову команду 6 березня 2021 року в переможному (3:0) домашньому поєдинку кубку Білорусі проти дзержинського «Арсеналу». Семюел вийшов на поле на 66-ій хвилині, замінивши Михайла Афанасьєва, на 88-ій хвилині отримав жовту картку, а на 90+3-ій хвилині відзначився дебютним голом за жодинців.

## Особисте життя
У Семюеля є два брати та дві сестри.
Одружений з білорускою Оксаною. Пара виховує дітей.

## Досягнення
- Перша ліга Білорусі
  -  Чемпіон (1): 2019